# Marlon Versteeg
Marlon Versteeg (Arnhem, 29 juli 1997) is een Nederlands voetballer die bij voorkeur als aanvaller speelt. Hij verruilde medio 2020 De Graafschap voor De Treffers.

## Clubcarrière
Versteeg is afkomstig van VV Eldenia en speelde van 2008 tot 2015 voor de jeugdopleiding van Vitesse. Op 5 augustus 2016 debuteerde voor De Graafschap in de Eerste divisie tegen FC Eindhoven. Hij viel na 81 minuten in voor Dean Koolhof. De Graafschap won met 4–1 van FC Eindhoven. In het seizoen 2018/19 speelde Versteeg op huurbasis voor FC Lienden en het seizoen daarna voor SV Spakenburg. Hij ging in 2020 naar De Treffers dat uitkomt in de Tweede divisie.

## Statistieken
| Seizoen         | Club            |                    | Competitie      | Competitie | Competitie | Beker | Beker | Internationaal | Internationaal | Totaal | Totaal |
| Seizoen         | Club            | Wed.               | Competitie      | Dlp.       | Wed.       | Dlp.  | Wed.  | Dlp.           | Wed.           | Dlp.   |        |
| --------------- | --------------- | ------------------ | --------------- | ---------- | ---------- | ----- | ----- | -------------- | -------------- | ------ | ------ |
| 2016/17         | De Graafschap   | Vlag van Nederland | Eerste divisie  | 5          | 0          | 0     | 0     | -              | -              | 5      | 0      |
| Club totaal     | Club totaal     | Club totaal        | Club totaal     | 5          | 0          | 0     | 0     | 0              | 0              | 5      | 0      |
| Carrière totaal | Carrière totaal | Carrière totaal    | Carrière totaal | 1          | 0          | 0     | 0     | 0              | 0              | 1      | 0      |

Bijgewerkt tot 5 augustus 2016